# Josh Bassett
Pour les articles homonymes, voir Bassett.
Pas d'image ? Cliquez ici

a Compétitions nationales et continentales officielles uniquement.

b Matchs officiels uniquement.
Dernière mise à jour le 22 mars 2025.
Josh Bassett, né le 17 mars 1992 à Luton (Angleterre), est un joueur anglais de rugby à XV jouant au poste d'ailier aux Leicester Tigers.

## Biographie
Josh Bassett commence la pratique du rugby à XV au Ampthill RUFC et y joue durant toute sa jeunesse avant de rejoindre les Bedford Blues en 2011.
En 2012, il joue avec l'équipe d'Angleterre des moins de 20 ans.
En 2012-2013, il marque onze essais durant la saison de Championship, ce qui lui permet d'être repéré. Ainsi, à 21 ans, après trois ans passés avec les Bedford Blues, il rejoint les London Wasps qui évoluent alors en Premiership.
Durant la saison 2019-2020, il participe à la finale du Championnat d'Angleterre perdue 19 à 13 contre les Exeter Chiefs.
À l'été 2021, il est sélectionné pour la première fois de sa carrière en équipe d'Angleterre par Eddie Jones pour la tournée estivale,.
En début de saison 2022-2023, à la suite du redressement judiciaire de son club, son contrat se termine. Durant son passage aux Wasps, il a alors joué un total de 182 matchs et marqué 64 essais, faisant de lui l'un des joueurs les plus consistants du championnat anglais. Libre de tout contrat, il s'engage ensuite avec les Harlequins pour le restant de la saison.
À partir de la saison 2023-2024, il rejoint les Leicester Tigers.
En 2024-2025, son équipe perd la finale du championnat d'Angleterre face à Bath Rugby sur le score de 23 à 21.

## Palmarès
- Wasps
  - Finaliste du Championnat d'Angleterre en 2017 et 2020
- Leicester Tigers
  - Finaliste du Championnat d'Angleterre en 2025.